# Колегіальність
Колегіальність — принцип управління, при якому керівництво здійснюється не однією особою, а колегією, групою осіб, що володіють рівними правами при вирішенні питань. У широкому сенсі — форма прийняття рішень, в якій враховується колективна думка, використовується метод громадського обговорення.
Історичні приклади колегіальної системи управління:
- Тріумвірат
- Директорія (Франція)
- Директорія УНР
- Рада Безпеки ООН

### Принципи колегіальності
Принципи колегіальності – це сукупність основоположних закономірностей, ідей, правил поведінки керівництва різного рівня при здійсненні ним управлінських функцій.
У число цих принципів включаються наступні:
- Наукове обґрунтування управлінських рішень. Суть цього принципу полягає в розробці основи управлінських рішень за допомогою застосування наукових методів і підходів, що забезпечують всебічний аналіз проблеми і ефективні варіанти її вирішення. Колегіальне прийняття рішень забезпечує можливість для застосування різних наукових методів управління за рахунок залучення до вирішення проблеми фахівців з різних областей;
- Плановість. Суть цього принципу полягає у визначенні основних напрямків, завдань і планів розвитку об’єкта управління, будь то господарюючий суб’єкт, муніципалітет, регіон або держава. Значення колегіальності на етапі формування планів полягає у визначенні мети стратегічного розвитку керованого об’єкта;
- Поєднання прав, обов’язків і відповідальності. Кожен суб’єкт в рамках органу державного і муніципального управління, господарюючого суб’єкта наділяється певним набором повноважень, за реалізацію яких несе відповідальність, покладену на нього. Колегіальність покликана забезпечити вирішення тих проблем, які часто неможливо вирішити за рахунок персональної відповідальності;
- Мотивація. Суть цього принципу полягає в тому, що в рамках будь-якої системи діє комплекс заохочень і покарань, що забезпечують ефективне функціонування будь-якого колективу, в тому числі і в державних, і муніципальних органах влади. Застосування колегіальності при реалізації мотивації забезпечує виключення впливу на цей процес особистих симпатій і антипатій щодо членів колективу. Колегіальність показує високу ефективність при розробці загальних принципів застосування системи мотивації;
- Демократизація управління. Суть цього принципу полягає в забезпеченні можливості участі кожного члена колективу в процесі управління. Колегіальність забезпечує можливість повноцінної реалізації даного принципу за допомогою зборів трудового колективу, покликаних ухвалювати рішення з питань, що мають загальну значущість;
- Система. Суть цього принципу передбачає встановлення тісних взаємозв’язків економічного, соціально-культурного, технічного, технологічного характеру при прийнятті управлінських рішень. Колегіальність забезпечує спільну роботу фахівців різних напрямків над вирішенням однієї проблеми і можливість врахування всіх перерахованих вище аспектів;
- Оптимальність. Суть цього принципу полягає у виборі найбільш ефективного і відповідає потребам керівництва рішення. Колегіальність дозволяє розглядати проблему з різних точок зору, виключаючи суб’єктивізм, сліпе дотримання традицій, дозволяючи оцінити кожен можливий варіант розвитку подій і вибрати об’єктивно найбільш оптимальний з них.